# Lucinde Hutzenlaub
Lucinde Hutzenlaub (* 20. Mai 1970 in Stuttgart als Lucinde Reichert) ist eine Kolumnistin und Autorin.

## Leben
Lucinde Hutzenlaub (benannt nach Lucinde von Friedrich Schlegel) ist als Tochter des Journalisten Hans Ulrich Reichert und der Leichtathletin Karin Reichert-Frisch in Stuttgart aufgewachsen. Dort absolvierte sie das Abitur 1990. Sie studierte Sprachwissenschaften in England und Spanien sowie Grafik-Design und Bildhauerei in San Francisco, was sie 1998 an der Merz-Akademie in Stuttgart mit einem Diplom als Kommunikations-Designerin abschloss.
Nach dem Studium arbeitete Hutzenlaub als Art-Direktorin in Göppingen. In Japan schrieb sie einen Blog und ein Buch über die Zeit in Japan. Aktuell lebt Hutzenlaub in Böblingen und arbeitet als Schriftstellerin.  
Lucinde Hutzenlaub hat drei Töchter (* 1996, * 1999, * 2000) und einen Sohn (* 2007).

## Werke
- Hallo Japan. Eden Books, 2014, ISBN 978-3-944296-54-8.
- mit Hendrik Lambertus und Petra Plaum: Die beste Schule für mein Kind. Freie Schulen: Waldorf, Montessori und Co. Eden Books, 2017, ISBN 978-3-95910-126-4.
- Männergrippe. Eden Books, 2018, ISBN 978-3-95910-194-3.
- Mama im Unruhestand. Eden Books, 2019, ISBN 978-3-95910-214-8.
- Pasta d’amore – Liebe auf Sizilianisch. Penguin Verlag, 2019, ISBN 978-3-328-10376-9.
- Tante Elsie hat Schwein - Glück auf Umwegen. Weltbild Deutschland, 2020, ISBN 978-3-96377-506-2.
- Drei Frauen und ein Sommer. Penguin Verlag, 2021, ISBN 978-3-328-10555-8
- Vier Frauen und ein Garten voller Glück. Penguin Verlag, 2022, ISBN 978-3-328-10704-0.
- In Liebe, deine Paula, Penguin Verlag 2024, ISBN 978-3-328-10919-8

Reihe Ich dachte …
- mit Heike Abidi: Ich dachte, älter werden dauert länger: Ein Überlebenstraining für alle ab 50. Penguin Verlag, 2018, ISBN 978-3-328-10269-4.
- mit Heike Abidi: Ich dachte, sie ziehen nie aus: Ein Überlebenstraining für alle Eltern, deren Kinder flügge werden. Penguin Verlag, 2019, ISBN 978-3-328-10408-7.
- mit Heike Abidi: Ich dachte, wir schenken uns nichts?! Ein Überlebenstraining für Weihnachtselfen und Festtagsmuffel. Penguin Verlag, 2020, ISBN 978-3-641-25485-8.
- mit Heike Abidi: Ich dachte, ich bin schon perfekt: Ein Überlebenstraining für alle, die herrlich normal bleiben wollen. Penguin Verlag, 2021, ISBN 978-3-328-10822-1.